# Indywidualne Mistrzostwa Polski w Zapasach 1990

## Mistrzostwa Polski w Zapasach1990

### Mężczyźni
- styl wolny

43. Mistrzostwa Polski – x – x 1990, Poznań
- styl klasyczny

60. Mistrzostwa Polski – x – x 1990, Wałbrzych

## Medaliści

### Mężczyźni

#### Styl wolny
| Kategoria: | Złoto:                               | Srebro:                             | Brąz:                                |
| 48 kg      | Stanisław Szostecki Stal Rzeszów     | Edward Szałęga Stal Rzeszów         | Wojciech Wagner Boruta Zgierz        |
| 52 kg      | Marek Janiszewski Budowlani Koszalin | Lucjan Gralak Budowlani Koszalin    | Ryszard Kajszczak Grunwald Poznań    |
| 57 kg      | Dariusz Grzywiński Czeczott Wola     | Grzegorz Atłasik Budowlani Koszalin | Tadeusz Wolny GKS Tychy              |
| 62 kg      | Jan Krzesiak Slavia Ruda Śląska      | Ryszard Wójcik ZKS Górażdże         | Karol Ratajczak Śląsk Wrocław        |
| 68 kg      | Maciej Deryj Gwardia Warszawa        | Dariusz Czarnecki Orzeł Łódź        | Władysław Wyrwał Slavia Ruda Śląska  |
| 74 kg      | Krzysztof Walencik GKS Tychy         | Eugeniusz Mazur Slavia Ruda Śląska  | Krzysztof Wójtowiec Gwardia Warszawa |
| 82 kg      | Robert Kostecki Start Krasnystaw     | Ryszard Strzałka Slavia Ruda Śląska | Zbigniew Strzelczyk Gwardia Warszawa |
| 90 kg      | Marek Garmulewicz Slavia Ruda Śląska | Piotr Truchan Budowlani Koszalin    | Jerzy Nieć Tęcza Kraśnik             |
| 100 kg     | Andrzej Radomski Budowlani Koszalin  | Marek Paczków LKS Ceramik Krotoszyn | Adam Chojnacki Grunwald Poznań       |
| 130 kg     | Tomasz Kupis Boruta Zgierz           | Ryszard Krupa Stal Rzeszów          | Jerzy Owerczuk Gwardia Warszawa      |

#### Styl klasyczny
| Kategoria: | Złoto:                                          | Srebro:                              | Brąz:                                           |
| 48 kg      | Jarosław Pyzara Orzeł Wierzbica                 | Mirosław Romanowski Siła Mysłowice   | Maciej Stolecki Piotrcovia Piotrków Trybunalski |
| 52 kg      | Grzegorz Miszta Zagłębie Wałbrzych              | Krzysztof Mudrecki Śląsk Wrocław     | Andrzej Dybek Legia Warszawa                    |
| 57 kg      | Andrzej Olszynka GKS Katowice                   | Grzegorz Szyszka PTC Pabianice       | Robert Banaś GKS Katowice                       |
| 62 kg      | Włodzimierz Zawadzki Legia Warszawa             | Danek Konarzewski Zagłębie Wałbrzych | Wacław Laskowski GKS Katowice                   |
| 68 kg      | Piotr Troczyński Zagłębie Wałbrzych             | Ryszard Wolny Unia Racibórz          | Jacek Radziszewski Śląsk Wrocław                |
| 74 kg      | Krzysztof Pięta Śląsk Wrocław                   | Jarosław Siuj GKS Katowice           | Mariusz Przygoda GKS Katowice                   |
| 82 kg      | Józef Tracz Śląsk Wrocław                       | Henryk Topór Zagłębie Wałbrzych      | Piotr Stępień Piotrcovia Piotrków Trybunalski   |
| 90 kg      | Paweł Grzybicki Piotrcovia Piotrków Trybunalski | Marek Kraszewski Śląsk Wrocław       | Radosław Turkot Legia Warszawa                  |
| 100 kg     | Andrzej Wroński Legia Warszawa                  | Paweł Rozenbajger GKS Katowice       | Bogusław Dąbrowski Zagłębie Wałbrzych           |
| 130 kg     | Jerzy Choromański GKS Katowice                  | Sławomir Źróbek GKS Katowice         | Jerzy Gryc Zagłębie Wałbrzych                   |